# ميغيل لايون
ميغيل أرتورو لايون برادو (بالإسبانية: Miguel Arturo Layún Prado)‏ الشهير باسم ميغيل لايون (مواليد 25 يونيو 1988 في قرطبة - المكسيك) لاعب كرة قدم مكسيكي يلعب حاليا لصالح نادي الدرجة الأولى أتالانتا الإيطالي منذ 2009 في مركز الجناح الأيسر كما يجيد اللعب في مركز المهاجم .

## مسيرته الكروية
لعب ميغيل لايون خلال مسيرته الاحترافية مع 9 أندية في عشرون موسمًا وسجل خلالها 26 هدفًا ضمن 302 مباراة. ولم يفز بأي موسم بالكأس وفاز في أربعة مواسم بالدوري.
خاض ميغيل لايون مسيرته مع نادي تيبورونيس روخوس دي فيراكروز في موسم 2006–07 واستمر معه طيلة ثلاثة مواسم، مشاركًا في 58 مباراة سجل خلالها هدفًا واحدًا. ثم انتقل إلى نادي أمريكا في موسم 2009–10 ليلعب معه ستة مواسم، حيث شارك في 112 مباراة سجل خلالها 13 هدفًا. لينتقل بعدها إلى نادي واتفورد في موسم 2014–15 ولمدة موسمين، مشاركًا في 20 مباراة سجل خلالها هدفًا واحدًا. ثم انتقل إلى نادي بورتو في موسم 2015–16 واستمر معه طيلة ثلاثة مواسم، مشاركًا في 50 مباراة سجل خلالها 6 أهداف. هذا وانتقل لاحقًا إلى نادي إشبيلية في موسم 2017–18 لمدة موسم واحد، مشاركًا في 16 مباراة سجل خلالها هدفين. ثم انتقل بعدها إلى نادي مونتيري في موسم 2018–19 ولمدة موسمين، مشاركًا في 33 مباراة سجل خلالها 3 أهداف.

## روابط خارجية
- ميغيل لايون على موقع الاتحاد الدولي (مؤرشف)  (الإنجليزية)
- ميغيل لايون على موقع الاتحاد الأوربي (الإنجليزية)
- ميغيل لايون على موقع قاعدة بيانات كرة القدم.إي يو (الإنجليزية)
- ميغيل لايون على موقع ناشيونال فوتبول تيمز (الإنجليزية)
- ميغيل لايون على موقع Soccerbase.com (لاعب) (الإنجليزية)
- ميغيل لايون على موقع Soccerway.com (الإنجليزية)
- ميغيل لايون على موقع عالم كرة القدم.نت (الإنجليزية)
- ميغيل لايون على موقع كووورة
- ميغيل لايون على موقع AS.com (الإسبانية)